# ISO 3166-2:OM
ISO 3166-2:OM est l'entrée pour Oman dans l'ISO 3166-2, qui fait partie du standard ISO 3166, publié par l'Organisation internationale de normalisation (ISO), et qui définit des codes pour les noms des principales administrations territoriales (par exemple les provinces ou États fédérés) pour tous les pays ayant un code ISO 3166-1.

## Gouvernorat (11)
Les noms des subdivisions sont listés selon l'usage de la norme ISO 3166-2, publiée par l'agence de maintenance de l'ISO 3166 (ISO 3166/MA).
```
OM-DA
 
Ad Dākhilīyah

OM-BI
 
Al Buraymī

OM-WU
 
Al Wusţá

OM-ZA
 
Az̧ Z̧āhirah

OM-BJ
 
Janūb al Bāţinah

OM-SJ
 
Janūb ash Sharqīyah

OM-MA
 
Masqaţ

OM-MU
 
Musandam

OM-BS
 
Shamāl al Bāţinah

OM-SS
 
Shamāl ash Sharqīyah

OM-ZU
 
Z̧ufār
```

Historiques des changements
- 30 juin 2010 : mise à jour résultant de la réalité du découpage administratif et mise à jour de la liste source.
- 27 novembre 2015 : modification de la catégorie de subdivision (remplacement de « région » par « gouvernorat ») pour OM-BA, OM-DA, OM-SH, OM-WU, OM-ZA ; modification du code de subdivision (remplacement de OM-BA par OM-BJ, remplacer OM-SH par OM-SJ) ; modification de l'orthographe de OM-BJ, OM-SJ ; ajout des gouvernorats OM-BS, OM-SS ; ajout d’une variation locale pour OM-MA, OM-ZU ; mise à jour de la Liste Source.